# Маріано Румор
Маріано Румор (італ. Mariano Rumor; 16 червня 1915, Віченца — 22 січня 1990 року, Віченца) — італійський, політик і державний діяч, двічі очолював уряд Італії, член партії Християнських демократів.

## Біографія
Заочно здобув вищу освіту (філологічна). У 1946 році Маріано Румор став членом Установчих зборів. У 1948—1976 роках — депутат парламенту.
C лютого 1959 — міністр землеробства, в 1963 півроку очолював міністерство внутрішніх справ республіки.
У лютому 1972 — липні 1973 — міністр внутрішніх справ, у листопаді 1974 — липні 1976 — міністр закордонних справ. У 1973 році пережив замах, під час якого після вибуху бомби загинуло 4 і було поранено 45 осіб, але сам Румор залишився неушкодженим.
З 1964 по 1969 Румор виконував обов'язки голови партії християнських демократів.
З 12 грудня 1968 по 6 серпня 1970 року і з 26 липня 1973 року по 23 листопада 1974 Маріано Румор обіймав посаду Голови Ради міністрів Італії.
Помер 22 січня 1990 року в рідному місті Віченца.